# Höveringhausen
Höveringhausen ist ein Stadtteil der sauerländischen Kleinstadt Balve im Märkischen Kreis mit rund 230 Einwohnern.
Der Ort liegt im Balver Süden und ist über die Kreisstraße 12 zu erreichen. Eine Busverbindung besteht in Richtung Balve über Garbeck sowie nach Neuenrade über Küntrop. In ca. 1 km Entfernung liegt der Flugplatz Werdohl-Küntrop. Der im Norden von Höveringhausen verlaufende Fuhlbraucksiepen mündet wie der im Süden verlaufende Timmersiepen in die Hönne.
Das Dorf Höveringhausen wurde 1232 erstmals urkundlich erwähnt. Der Ort gehörte zur Gemeinde Garbeck im Amt Balve, bis diese am 1. Januar 1975 in die Stadt Balve eingemeindet wurde.
Das in der Ortsmitte gelegene Dorfgemeinschaftshaus wurde am 15. September 2013 eingeweiht.